# بتهانیا (کارولینای شمالی)
بتهانیا، کارولینای شمالی (به انگلیسی: Bethania, North Carolina) شهری در ایالت کارولینای شمالی کشور ایالات متحده آمریکا است که جمعیت آن در سرشماری سال ۲۰۱۰ میلادی، ۳۲۸ نفر بوده‌است.